# Ariarathes I.

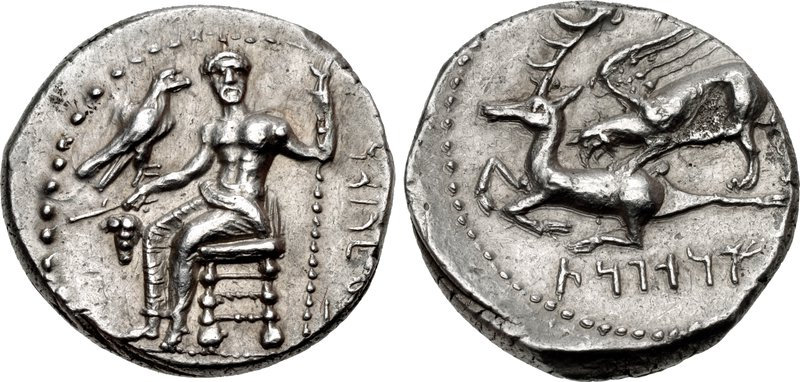

Ariarathes I. (altgriechisch Ἀριαράθης Ariaráthēs; * 404/403 v. Chr.; † 322 v. Chr.) war ein Statthalter (Satrap) von Kappadokien im persischen Großreich der Achämeniden.
Ariarathes war der ältere Sohn seines Amtsvorgängers Ariamnes. Nach Diodor war sein Großvater der 362 v. Chr. ermordete Datames, was aber als unglaubwürdig gilt. Denn ausgehend von seinem Geburtsjahr dürfte Ariarathes, bei seinem Tod zweiundachtzigjährig, viel eher der Altersgeneration des Datames angehört haben. Ariarathes jüngerer Bruder war Holophernes (Orophernes), der im Jahr 342/341 v. Chr. am Eroberungsfeldzug des Großkönigs Artaxerxes III. Ochos in Ägypten teilnahm.
Ariarathes beerbte seinen Vater in der Statthalterschaft des pontischen Kappadokien, also dem nördlichen an das Schwarze Meer anliegenden Landesteil, während der südlich an Kilikien angrenzende Teil von Mithrobuzanes regiert wurde. Wann Ariarathes das Amt vom Vater übernommen hatte, ist unklar, allerdings dürfte er Zeitgenosse des Asienfeldzuges Alexanders des Großen gewesen sein. Der makedonische Eroberer durchzog auf seinem Weg nach Osten nur das südliche Kappadokien und setzte dort seinen Gefolgsmann Sabiktas als Statthalter ein, möglicherweise mit der Aufforderung, auch das nördliche Kappadokien zu erobern. Doch nachdem Alexander nach der Schlacht bei Issos 333 v. Chr. nach Syrien weitergezogen war, kam es im östlichen Kleinasien zu einer Gegenoffensive persischer Kräfte, in deren Folge Sabiktas sein Ende fand und Ariarathes nun wohl auch die Herrschaft im südlichen Kappadokien übernehmen konnte. Möglicherweise war Ariarathes mit dem von Arrian genannten Ariakes identisch, der das kappadokische Reiterkontingent in der Schlacht bei Gaugamela 331 v. Chr. gegen Alexander anführte. Nach der Schlacht floh Großkönig Dareios III. in den iranischen Osten, Ariarathes aber blieb in Kappadokien als letzter verbleibender persischer Statthalter zurück. Da er sich Alexander nicht unterwarf, herrschte er nun faktisch unabhängig über seine Provinz.
Alexander selbst kehrte nicht mehr nach Kleinasien zurück. Ariarathes musste sich dafür in den folgenden Jahren dessen Statthalters erwehren, vor allem des Antigonos Monophthalmos, der im westlich angrenzenden Phrygien regierte, und dem in Kilikien ansässigen Balakros. Bis zum Tod Alexanders 323 v. Chr. konnte er jedem Eroberungsversuch standhalten, gestützt auf ein Heer aus 30.000 Infanteristen und 15.000 Kavalleristen. Dabei gelang ihm die Eroberung der Landschaft Kataonien, die er seinem Herrschaftsbereich hinzufügte. In der Reichsordnung von Babylon ernannte der Regent Perdikkas den griechischen Sekretär Eumenes zum Statthalter Kappadokiens mit der Aufforderung zur Eroberung des Landes. Nach einer Folge von Komplikationen zog Perdikkas im Jahr 322 v. Chr. selbst mit der ganzen Macht des Alexanderheeres nach Kleinasien, um Eumenes zu unterstützen. Diesem Angriff konnte Ariarathes diesmal nichts entgegensetzen; in zwei Schlachten wurde er geschlagen, gefangen genommen und anschließend mit mehreren Verwandten gekreuzigt. Nach Diodor fiel er in einer Schlacht.
Kappadokien fiel nun für mehrere Jahrzehnte unter die Herrschaft makedonischer Machthaber, die in den Diadochenkriegen miteinander um die Herrschaft im Alexanderreich kämpften. Ariarathes’ gleichnamiger Neffe, Ariarathes II., den er auch adoptiert hatte, konnte allerdings nach Armenien fliehen. In den folgenden Jahren bildete sich im nördlichen pontischen Kappadokien das Königreich Pontos heraus. Ariarathes II. konnte erst nach dem Tod des Seleukos I. 281 v. Chr. mit der Unterstützung des Orontes III. in das südliche Kappadokien zurückkehren und dort die Grundlage zur Bildung des Königreiches seiner Nachkommen legen.